# Restaurant Gordon Ramsay
 (août 2020).
Si vous disposez d'ouvrages ou d'articles de référence ou si vous connaissez des sites web de qualité traitant du thème abordé ici, merci de compléter l'article en donnant les références utiles à sa vérifiabilité et en les liant à la section « Notes et références ».
Le restaurant Gordon Ramsay, également connu sous le nom de Gordon Ramsay at Royal Hospital Road, est un restaurant trois étoiles Michelin détenu et géré par Gordon Ramsay, situé à Royal Hospital Road, Londres.

## Historique
Il a ouvert en 1998 et a été le premier restaurant de Ramsay à fonctionner en solo. 
En 2001, il a fait de Gordon Ramsay le premier chef écossais à avoir obtenu trois étoiles Michelin.
En mars 2013, le restaurant a rouvert ses portes après avoir été réaménagé dans un style art déco.